# Yapı Kredi Yayınları
Yapı Kredi Yayınları (ou YKY) est une maison d'édition turque créée en 1944. Elle est une filiale de la banque Yapı Kredi Bankası.